# الإرهاب في تركيا
يُعد الإرهاب في تركيا قضية مهمة للسلطات التركية. حدثت معظم الهجمات الإرهابية في تركيا في المقاطعات الجنوبية الشرقية والشرقية والمدن الكبرى مثل أنقرة وإسطنبول. يبدأ تاريخ الإرهاب في تركيا الحديثة بمعارضة اليسار المتطرف العنيفة للحكومة. تأسست مجموعة اتحاد الشباب الثوري التركي في عام 1969؛ وشاركت في سلسلة من عمليات الخطف، والتفجيرات، والسطو على البنوك حتى إعلان الأحكام العرفية في عام 1971. استمرت هجمات الجيش الأرمني السري لتحرير أرمينيا ومغاوير العدالة للإبادة الجماعية للأرمن بعد وقف سلسلة الحوادث السابقة بحلول عام 1973. حدثت معظم هذه الهجمات على الصعيد الدولي، وذلك على الرغم من وجود بعض الهجمات داخل تركيا أيضًا مثل قصف مطار إسطنبول في مايو عام 1977 وهجوم مطار أنقرة إيسنبوغا الدولي.
كان التورط في الحرب الأهلية السورية والعناصر السياسية المتطرفة في البلاد أيضًا مصدرًا لحوادث إرهابية مزعومة. كان للهجمات الإرهابية تأثير سلبي على قطاع السياحة في البلاد.

## التاريخ
قال كل من ندير أوكال وجوليدي يلدريم إن معظم الحوادث الإرهابية في تركيا تركزت في جنوب شرق وشرق تركيا والمدن الكبرى.

### جمهورية تركيا

#### أوائل عقد 2000
بدأت جبهة-حزب التحرر الشعبي الثوري حملة من التفجيرات الانتحارية في عام 2001؛ وذلك بالجمع بين التكتيك والاغتيال المستهدف واستخدام المتفجرات المفاجئة لمهاجمة الشرطة التركية. اشتدت الحملة العنيفة في عام 2003 ردًا على الدعم التركي في حرب العراق.

#### أوائل عقد 2010
استأنفت جبهة-حزب التحرر الشعبي الثوري الهجمات ضد الشرطة التركية في عام 2012 بعد توقف دام حوالي عقد من الزمان. احتجزوا المدعي التركي في مارس عام 2015 كرهينة، والذي مات في تبادل لإطلاق النار مع الشرطة. استهدفت محاولة انتحارية فاشلة في أبريل عام 2015 مقر الشرطة التركية في إسطنبول.
واصلت جماعة كونغرا غال الكردية، التي انخرطت في أعمال عنف مسلح منذ ثمانينيات القرن العشرين، أنشطتها في جنوب شرق تركيا وكردستان العراق. كثفت كونغرا غال حملتها في تركيا، بالإضافة إلى الاشتباكات مع القوات المسلحة التركية في كردستان العراق، وشاركت في عملية اختطاف رفيعة المستوى لنائب برلماني تركي في أغسطس عام 2012. دخل قائد المجموعة عبد الله أوجلان في مفاوضات مع تركيا بعد الحادث، إذ كان محتجزًا في سجن إمرالي.
استمر قادة كونغرا غال في الشعور بالإحباط بسبب الافتقار إلى الحماية الدستورية والقانونية؛ وذلك على الرغم من اتفاقية وقف إطلاق النار بين الحكومة وكونغرا غال التي ظلت سارية طوال مدة محادثات السلام. استمر وقف إطلاق النار حتى عام 2015، وذلك عندما أمرت الحكومة التركية باحتجاز أعضاء مشتبه بهم في كونغرا غال في تركيا، وجددت الهجمات ضد المخيمات ومخابئ الأسلحة التابعة لكونغرا غال في كردستان العراق، وذلك باستثناء بعض الاشتباكات في جنوب شرق تركيا حول بناء البؤر العسكرية الاستيطانية التي يرى أنصار الأكراد أنها غير متوافقة مع عملية السلام.
وقع هجوم مطار أتاتورك في عام 2016، والذي شمل عمليات إطلاق نار وتفجيرات انتحارية، في 28 يونيو عام 2016 في مطار أتاتورك في إسطنبول بتركيا. قتل ثلاثة إرهابيين مرتبطين بداعش 45 شخصًا وجرحوا 230 آخرين.
النسّاجون هي جماعة إرهابية إسلامية تتألف من حوالي 60 مقاتلًا تركيًا انضموا إلى داعش. تُعد المجموعة مسؤولة عن تفجير سروج في عام 2015 الذي أسفر عن مقتل 32 شخصًا. ارتكب تنظيم الدولة الإسلامية في العراق والشام هجمات أخرى، بما في ذلك حادثة إطلاق النار على ملهى ليلي في إسطنبول في عام 2017.

#### أوائل عقد 2020
برأت محكمة في إسطنبول الكاتبة أسلي أردوغان من تهم الانتماء إلى جماعة إرهابية و«تقويض الوحدة الوطنية» في فبراير عام 2020. كانت واحدة من عدة موظفين في صحيفة أوزغور غوندم المؤيدة للأكراد المتهمين بعلاقاتهم مع المقاتلين الأكراد.